# Гривз, Иан
И́ан Де́нзил Гривз (англ. Ian Denzil Greaves; 26 мая 1932 — 2 января 2009) — английский футболист и футбольный тренер.

## Карьера игрока
Гривз родился в Шоу-энд-Кромптоне, Ланкашир. Начал карьеру в клубе «Манчестер Юнайтед», где играл на позиции крайнего защитника, как справа, так и слева. Его дебют за «Юнайтед» состоялся 2 октября 1954 года в матче против «Вулверхэмптон Уондерерс». В сезоне 1955/56 он помог своему клубу стать чемпионом Англии, а в 1958 году сыграл в финале Кубка Англии, в котором обескровленный после мюнхенской авиакатастрофы «Юнайтед» уступил «Болтону». Сам Гривз не полетел на матч Кубка европейских чемпионов из-за травмы, поэтому не пострадал в мюнхеной трагедии. Всего за «Манчестер Юнайтед» Иан Гривз провёл 75 матчей. В 1960 году он покинул клуб, после чего играл за «Линкольн Сити» и «Олдем Атлетик».

## Тренерская карьера
В 1968 году Иан Гривз возглавил английский клуб «Хаддерсфилд Таун». В сезоне 1969/70 он выиграл с клубом Второй дивизион Футбольной лиги и вывел «Хаддерсфилд» в Первый дивизион.
Летом 1974 года Гривз перешёл в «Болтон Уондерерс» в качестве помощника Джимми Армфилда, а когда Армфилд перешёл в «Лидс Юнайтед», заняв там пост главного тренера, Гривз возглавил «Болтон». Под руководством Гривза в «Болтоне» играли такие футболисты как Сэм Эллардайс и Питер Рид. Гривз смог вывести «Болтон» в Первый дивизион, а также добрался до полуфинала Кубка Футбольной лиги. В Первом дивизионе «Болтон» выступал неудачно, и Гривз был уволен в начале 1980 года.
Впоследствии Гривз был главным тренером «Оксфорд Юнайтед» на протяжении 18 месяцев. В феврале 1982 года он возглавил клуб Первого дивизиона «Вулверхэмптон Уондерерс». К моменту его назначения «волки» уже находились в зоне вылета из высшего дивизиона, и Гривз не смог предотвратить выбывание команды во Второй дивизион, выиграв лишь в пяти из двадцати матчей. Летом 1982 года новое руководство «Вулверхэмптона» решило уволить Гривза.
В 1983 году он стал главным тренером клуба «Мансфилд Таун», в котором провёл шесть лет. В 1987 году он выиграл с клубом Трофей Футбольной лиги.
2 января 2009 года Иан Гривз умер в Эйнсуорте, Бери, Большой Манчестер.

### Тренерская статистика
| Клуб                    | Страна | Начало работы  | Завершение работы | Показатели | Показатели | Показатели | Показатели | Показатели |
| Клуб                    | Страна | Начало работы  | Завершение работы | М          | В          | Н          | П          | % побед    |
| ----------------------- | ------ | -------------- | ----------------- | ---------- | ---------- | ---------- | ---------- | ---------- |
| Хаддерсфилд Таун        | Англия | 1 июня 1968    | 30 июня 1974      | 259        | 83         | 82         | 94         | 32,05      |
| Болтон Уондерерс        | Англия | 7 октября 1974 | 28 января 1980    | 230        | 90         | 66         | 74         | 39,13      |
| Оксфорд Юнайтед         | Англия | 1 декабря 1980 | 2 февраля 1982    | 45         | 18         | 15         | 12         | 40,00      |
| Вулверхэмптон Уондерерс | Англия | 2 февраля 1982 | 3 августа 1982    | 21         | 5          | 6          | 10         | 23,81      |
| Мансфилд Таун           | Англия | 30 января 1983 | 6 февраля 1989    | 301        | 99         | 98         | 104        | 32,89      |